# XXX (album Boys)
XXX – trzydziesty album zespołu Boys wydany pod koniec 2010 roku w firmie fonograficznej Green Star. Płyta zawiera 18 utworów i intro, w tym trzy piosenki anglojęzyczne, nową wersję hitu „Pomóżmy Im” z zespołem Classic, trzy piosenki w nowych wersjach i jedenaście piosenek premierowych. Do piosenki „Ty, tylko Ty” nakręcono teledysk.

## Lista utworów
1. „Intro by Konjo”
2. „Chcę zapomnieć”
3. „Dzień z życia”
4. „Ty, tylko Ty”
5. „Kocham Cię”
6. „Męska rzecz”
7. „Dlaczego teraz to zrobiłaś”
8. „You are so for away”
9. „Koniec snów”
10. „Wóda”
11. „Figus 2010”
12. „Zaufaj sercu”
13. „Amazing woman”
14. „Żal”
15. „Wołanie 2010”
16. „Boli i boli”
17. „Pomóżmy im 2010” (Duet Boys & Classic)
18. „Taki life”
19. „Crazy”